# Teya & Salena
Teya & Salena is een Oostenrijks muzikaal duo bestaande uit Teodora Špirić en Selina-Maria Edbauer.

## Biografie
Špirić en Edbauer leerden elkaar in 2021 kennen tijdens hun afzonderlijke deelname aan de Oostenrijkse talentenjacht Starmania. Edbauer werd uitgeschakeld in de halve finale, Špirić bereikte de tweede finaleshow. Edbauer nam in 2017 ook deel aan het zevende seizoen van The Voice of Germany . Daar bereikte ze de derde ronde als lid van het team van Samu Haber.
Op 31 januari 2023 werd bekendgemaakt dat het duo Oostenrijk zou vertegenwoordigen op het Eurovisiesongfestival 2023 in het Britse Liverpool met het nummer Who the hell is Edgar? Ze haalden er de finale mee en werden vijftiende met maar 16 punten van de televoting. Beiden hadden zich in het verleden al aangemeld voor deelname aan het Eurovisiesongfestival: Špirić in 2020 (als Thea Devy) met Judgement day en Edbauer in 2019 met Behind the waterfall. Bovendien nam Špirić met haar bijdrage deel aan de Servische preselectie Beovizija nadat ze in Oostenrijk niet werd geselecteerd. In de Servische voorronde bereikte ze de tiende plaats in de finale.
1957: Bob Martin · 
1958: Liane Augustin · 
1959: Ferry Graf · 
1960: Harry Winter · 
1961: Jimmy Makulis · 
1962: Eleonore Schwarz · 
1963: Carmela Corren · 
1964: Udo Jürgens · 
1965: Udo Jürgens · 
1966: Udo Jürgens · 
1967: Peter Horton · 
1968: Karel Gott · 
1971: Marianne Mendt · 
1972: Milestones · 
1976: Waterloo & Robinson · 
1977: Schmetterlinge · 
1978: Springtime · 
1979: Christina Simon · 
1980: Blue Danube · 
1981: Marty Brem · 
1982: Mess · 
1983: Westend · 
1984: Anita · 
1985: Gary Lux · 
1986: Timna Brauer · 
1987: Gary Lux · 
1988: Wilfried · 
1989: Thomas Forstner · 
1990: Simone · 
1991: Thomas Forstner · 
1992: Tony Wegas · 
1993: Tony Wegas · 
1994: Petra Frey · 
1995: Stella Jones · 
1996: George Nussbaumer · 
1997: Bettina Soriat · 
1999: Bobbie Singer · 
2000: The Rounder Girls · 
2002: Manuel Ortega · 
2003: Alf Poier · 
2004: Tie Break · 
2005: Global Kryner · 
2007: Eric Papilaya · 
2011: Nadine Beiler · 
2012: Trackshittaz · 
2013: Natália Kelly · 
2014: Conchita Wurst · 
2015: The Makemakes · 
2016: Zoë · 
2017: Nathan Trent · 
2018: Cesár Sampson · 
2019: PÆNDA · 
2021: Vincent Bueno · 
2022: LUM!X feat. Pia Maria · 
2023: Teya & Salena · 
2024: Kaleen · 
2025: JJ